# Jeremy Slater
Jeremy Slater és un escriptor i productor estatunidenc de cinema i televisió, conegut pel seu treball en pel·lícules com Fantastic Four, Death Note i Godzilla x Kong: The New Empire, i en sèries de televisió com The Umbrella Academy  i The Exorcist, que Slater va crear, i de la qual va exercir de productor executiu. És l'escriptor principal i productor executiu de la minisèrie de Disney+ Moon Knight.

## Carreres professionals
Slater va escriure My Spy, una pel·lícula de comèdia d'acció que serà dirigida per Jake Kasdan, així com Tape 4, una pel·lícula de terror produïda per Primal Pictures, i Man of Tomorrow, na pel·lícula negra de superherois que es va incloure a la Black List de 2012.
El juliol de 2012, Slater va ser contractat per escriure el guió de la pel·lícula Fantastic Four de 2015. Després de l'estrena de la pel·lícula l'agost de 2015, Slater va comentar que gran part del que va escriure no estava a la pel·lícula acabada (especialment la seva versió del primer acte), però que "sempre estarà honrat que [el] hagi interpretat en una caixa de sorra tan fantàstica".
Es va dir que la versió original de Slater del guió de Fantastic Four semblava més en to d'una pel·lícula de Marvel Studios, essent una aventura de superherois plena d'acció en contrast amb el to fosc i realista de la pel·lícula final. Incloïa els dolents Galactus, que és la font dels poders dels personatges titulars, Mole Man, i Doctor Doom com a dictador latverià i herald de Galactus, en contrast amb el programador antisocial en que va ser retratat com a la pel·lícula acabada.
Slater va escriure un esborrany de l'adaptació cinematogràfica nord-americana d'acció en viu de la sèrie de manga de Tsugumi Ohba i Takeshi Obata Death Note (2017) , que va ser dirigida per Adam Wingard. La versió acabada de la pel·lícula tenia el seu guió revisat per Kyle Killen.
Slater és el creador i productor executiu de The Exorcist, un drama de televisió basat en la pel·lícula amb el mateix nom.
El novembre de 2019, Slater va ser contractat com a escriptor principal i productor executiu de la sèrie Disney+ Moon Knight de Marvel Studios.
Va coescriure la pel·lícula de Warner Bros. Pictures Coyote vs. Acme amb James Gunn, Jon Silberman, Josh Silberman i Samy Burch. La pel·lícula es va estrenar el febrer de 2024.
El gener de 2022, Slater va ser contractat per escriure una seqüela de Mortal Kombat. A l'agost de 2022, Collider va informar que Slater havia escrit conjuntament el guió de Godzilla x Kong: The New Empire amb Terry Rossio i Simon Barrett.
El gener de 2023, es va revelar que s'havia unit a una sala d'escriptors muntada per James Gunn per traçar la història general de l'Univers DC.

## Filmografia

### Pel·lícula
| Any  | Títol                           | Director | Escriptor | Notes                                                 | Ref.   |
| ---- | ------------------------------- | -------- | --------- | ----------------------------------------------------- | ------ |
| 2015 | The Lazarus Effect              | No       | Sí        | Coescrit amb Luke Dawson                              | [ 15 ] |
| 2015 | Fantastic Four                  | No       | Sí        | Coescrit amb Simon Kinberg i Josh Trank               | [ 16 ] |
| 2016 | Animal de companyia             | No       | Sí        |                                                       |        |
| 2017 | Death Note                      | No       | Sí        | Coescrit amb Charles Parlapanides i Vlas Parlapanides | [ 17 ] |
| 2024 | Godzilla x Kong: The New Empire | No       | Sí        | Coescrit amb Terry Rossio i Simon Barrett             | [ 18 ] |
| 2025 | Mortal Kombat 2                 | No       | Sí        | Post-producció                                        | [ 12 ] |
| N/A  | Coyote vs. Acme                 | No       | Història  | No estrenada                                          | [ 19 ] |
| TBA  | Thread: An Insidious Tale       | Sí       | Sí        | Debut com a director / Pre-producció                  | [ 20 ] |

Productor executiu
- Stephanie (2017)

### Televisió
| Any     | Títol                | Guionista | Productor executiu | Creador | Notes                                                                                         |
| ------- | -------------------- | --------- | ------------------ | ------- | --------------------------------------------------------------------------------------------- |
| 2016–18 | The Exorcist         | Sí        | Sí                 | Sí      | 4 episodis                                                                                    |
| 2019–20 | The Umbrella Academy | Sí        | Sí                 | No      | També desenvolupador i consultor; Teleplay: "We Only See Each Other at Weddings and Funerals" |
| 2022    | Moon Knight          | Sí        | Sí                 | Sí      | 2 episodis                                                                                    |